# Frioulöarna

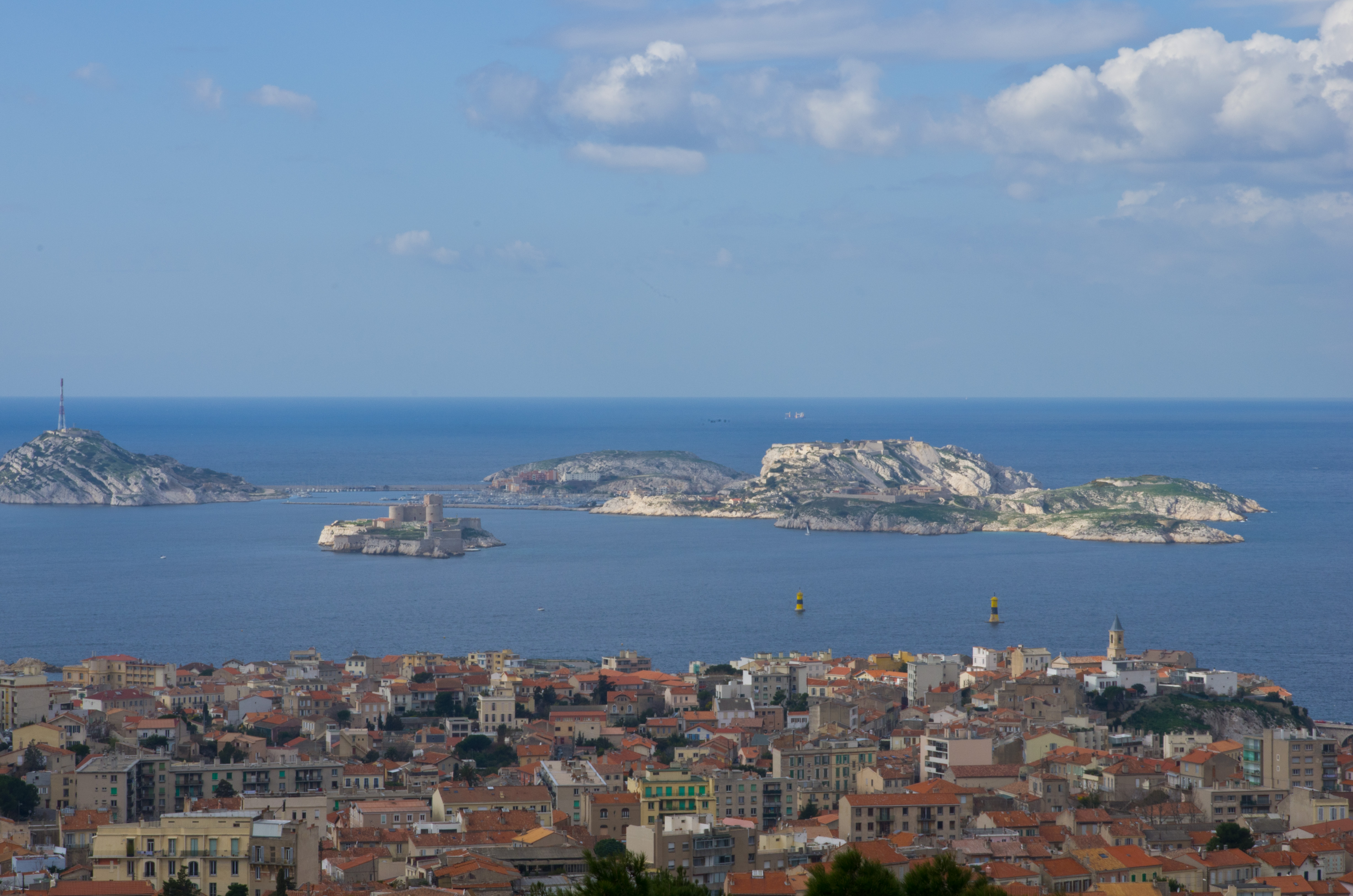
Vy mot Frioulöarna från Marseille.

Frioulöarna, franska: Îles du Frioul eller Archipel du Frioul, är en ögrupp bestående av fyra öar i Frankrike, belägen omkring 3 kilometer utanför Medelhavskusten vid Marseille. Administrativt tillhör öarna Marseilles 7:e arrondissement som en stadsdel i Marseille, Les Îles, och tillhör därmed även departementet Bouches-du-Rhône i regionen Provence-Alpes-Côte d'Azur. Öarna hade tillsammans 146 bofasta invånare 2012.
De fyra öarna är Pomègues i söder (2,7 km lång, 89 m maximal höjd), Ratonneau i norr (2,5 km lång, maximalt 86 m hög) med Hôpital Caroline, If i öster, känd för sin fästning som är plats för delar av handlingen i Alexandre Dumas den äldres klassiska roman Greven av Monte Cristo, samt den mindre holmen Tiboulen du Frioul strax väster om Ratonneau.